# Forstlehranstalt zu Waldau
Die Forstlehranstalt zu Waldau war eine von der Kurhessischen Landgrafschaft eingerichtete forstliche Lehranstalt für Förster der gehobenen und höheren Laufbahn. Von 1798 bis 1815 lag sie im Dorf Waldau (Kassel). Ihr Gründer und Leiter war der damalige Oberforstmeister Friedrich Ludwig von Witzleben.

## Gründung
Die Gründe für die Errichtung einer eigenen forstlichen Lehranstalt gingen personelle Gründe voraus. In der Zeit um 1760 fehlte es in den Reihen der hessischen Forstbeamten an fachlich geschulten Personal, besonders in juristischen und kameralistischen Belangen. Vielerorts wurden diese Stellen daher mit Kräften aus dem europäischen Ausland besetzt. Eine grundlegende Reform der Ausbildung der Förster in Hessen sollte diesen Mangel ausgleichen.
Der damalige Oberforstmeister Friedrich Ludwig von Witzleben gründete deshalb die Forstlehranstalt zu Waldau, um einen verbesserten theoretischen Unterricht für Forstbeamte zu etablieren. Die forstlichen Anwärter auf die höhere Forstverwaltung sollten in der Lehranstalt auf ihre spätere akademische Laufbahn vorbereitet werden.
Bei der Gründung und beim Aufbau der Lehranstalt wurde er von dem Marburger Staatswissenschaftler Johann Heinrich Jung-Stilling unterstützt.

## Unterricht
Bei den ersten Jahrgängen der Forstschüler handelte es sich zunächst durchweg um Angehörige des sog. Jägerkorps. Ihre Ausbildung in der Lehranstalt umfasste einen zweijährigen Kurs in Rechtschreibung, die Abfassung schriftlicher Protokolle und Aufsätze, Trigonometrie, Geometrie und Arithmetik sowie die sog. niedere Forstwissenschaft. Im Laufe der Jahre kamen noch die Fächer Forstverfassungslehre sowie Bau- und Holzkunde hinzu. Auf Grund der engen räumlichen Verhältnisse konnten von 1798 bis 1806 nie mehr als acht Schüler gleichzeitig die Lehranstalt benutzen.
In den Anfangsjahren fehlte es an qualifiziertem Lehrpersonal. Um einen geregelten Unterrichtsbetrieb gewährleisten zu können, griff man auf zwangsverpflichtete Forstbeamte aus der näheren Umgebung und auf fachfremde Seiteneinsteiger zurück. Das Gebäude der Lehranstalt steht noch heute im Ortskern von Waldau. Der Straßenname – Am Försterhof – weist auf die historische Nutzung hin.

## Verlegung nach Fulda
Um 1816 wurde die Lehranstalt auf Grund der napoleonische Kriege nach Fulda verlegt und zur Staatsanstalt deklariert. Das Kurfürstentum Hessen investierte allerdings wenig in die Ausstattung der Lehranstalt, sowohl in Waldau wie auch in Fulda wurde immer wieder über großen Platzmangel, kärgliches Mobiliar, Schmutz und Kälte sowie über fehlende Instrumente und Bücher geklagt. Noch 1822 mussten sich in Fulda zwei oder drei Forstschüler ein Bett zusammen teilen.

## Verlegung nach Melsungen
Beim Umzug der Forstlehranstalt von Fulda nach Melsungen im Jahre 1825 bestand die Bibliothek aus einem einzigen Buch mit logarithmischen Tafeln und drei Messinstrumenten, von denen nur eines brauchbar war. In Melsungen war es nun möglich, auf größere Räumlichkeiten zurückzugreifen, die Fachbibliothek und forstlichen Sammlungen wurden aufgestockt und es konnte ein forstbotanischer Garten angelegt werden.  Das Kurfürstentum Hessen investierte im Vergleich zu den Nachbarstaaten Preußen, Sachsen, Bayern und Hessen-Darmstadt vergleichsweise wenig Geld in die Forstausbildung.
Die Melsunger Forstlehranstalt wurde Ende Mai 1868 nach der Annexion des Kurstaates im Jahre 1866 infolge des Deutschen Krieges geschlossen.
Im Jahr zuvor hatte der amtierende Schuldirektor Grebe mit Unterstützung der Finanzabteilung der preußischen Administration in Kurhessen und des neuen Oberpräsidenten v. Möller einen letzten vergeblichen Versuch unternommen, die Forstlehranstalt durch eine Standortverlegung nach Marburg zu retten.